# Ràmio
Ràmio és un nucli de bordes de la parròquia andorrana d'Escaldes-Engordany, situat a la vall del riu Madriu, a 1.555 metres d'altitud.
Amb anterioritat al 1978, any de la creació de la parròquia d'Escaldes-Engordany, Ràmio formava part de l'antic quart homònim de la parròquia d'Andorra la Vella, el qual havia estat creat el 1935.